# Comuna Vellinge
Vellinge (Vellinge kommun) este o comună din comitatul Skåne län, Suedia, cu o populație de 33.807 locuitori (2013).

## Geografie

### Zone urbane
Lista celor mai mari zone urbane din comună (anul 2015) conform Biroului Central de Statistică al Suediei:
| Nr | Zona urbană             | Pop.   |
| -- | ----------------------- | ------ |
| 1  | Höllviken și Ljunghusen | 14.889 |
| 2  | Skanör med Falsterbo    | 7.077  |
| 3  | Vellinge                | 6.496  |
| 4  | Hököpinge               | 1.164  |
| 5  | Västra Ingelstad        | 824    |
| 6  | Östra Grevie            | 758    |
| 7  | Gessie Villastad        | 539    |
| 8  | Arrie                   | 212    |

## Demografie
| \| Evoluția demografică în comuna Vellinge, 1970–2015 \| Evoluția demografică în comuna Vellinge, 1970–2015 \| Evoluția demografică în comuna Vellinge, 1970–2015 \| Evoluția demografică în comuna Vellinge, 1970–2015 \| Evoluția demografică în comuna Vellinge, 1970–2015 \| \| ----------------------------------------------------------------------------------------------------- \| -------------------------------------------------- \| -------------------------------------------------- \| -------------------------------------------------- \| -------------------------------------------------- \| \| An \| \| \| Locuitori \| \| \| 1970 \| 1970 \| \| 13112 \| 13112 \| \| 1975 \| 1975 \| \| 21833 \| 21833 \| \| 1980 \| 1980 \| \| 23190 \| 23190 \| \| 1985 \| 1985 \| \| 25397 \| 25397 \| \| 1990 \| 1990 \| \| 27876 \| 27876 \| \| 1995 \| 1995 \| \| 29476 \| 29476 \| \| 2000 \| 2000 \| \| 30516 \| 30516 \| \| 2005 \| 2005 \| \| 31722 \| 31722 \| \| 2010 \| 2010 \| \| 33303 \| 33303 \| \| 2015 \| 2015 \| \| 34667 \| 34667 \| \| Sursa: SCB - Statistika Centralbyrån, Folkmängd efter region, civilstånd, ålder och kön. År 1968–2016 \| \| \| \| \| |      |  |           |       |
| Evoluția demografică în comuna Vellinge, 1970–2015 |      |  |           |       |
| An |      |  | Locuitori |       |
| 1970 | 1970 |  | 13112     | 13112 |
| 1975 | 1975 |  | 21833     | 21833 |
| 1980 | 1980 |  | 23190     | 23190 |
| 1985 | 1985 |  | 25397     | 25397 |
| 1990 | 1990 |  | 27876     | 27876 |
| 1995 | 1995 |  | 29476     | 29476 |
| 2000 | 2000 |  | 30516     | 30516 |
| 2005 | 2005 |  | 31722     | 31722 |
| 2010 | 2010 |  | 33303     | 33303 |
| 2015 | 2015 |  | 34667     | 34667 |
| Sursa: SCB - Statistika Centralbyrån, Folkmängd efter region, civilstånd, ålder och kön. År 1968–2016 |      |  |           |       |